# Matthieu Chabrol
Pour les articles homonymes, voir Chabrol.
Matthieu Chabrol, né le 21 décembre 1956 dans le 17e arrondissement de Paris, est un compositeur français de musique de film.

## Biographie
Matthieu Pierre Marie Chabrol est le deuxième fils du réalisateur Claude Chabrol et d'Agnès Goute, sa première épouse. Il est le frère cadet de Jean-Yves Chabrol et le demi-frère du comédien Thomas Chabrol. L'initiale de son prénom, M, est la quatrième lettre de AJYM Films, le nom de la maison de production que Claude Chabrol et Agnès Goute fondent en septembre 1957,. Cette société produira entre autres, les deux premiers films de Claude Chabrol, les premiers films de Éric Rohmer, Jacques Rivette et Philippe de Broca et sera à l'origine de la « Nouvelle Vague ».
L'enfant grandit au sein d'un milieu très mélomane : Claude Chabrol aime travailler en écoutant de la musique classique, en particulier les grands compositeurs russes du XXe siècle comme Prokofiev, Chostakovitch ou Scriabine, mais également les musiciens d'autres nationalités comme Puccini, Purcell, Britten et Mahler. Son père adore jouer du piano devant toute sa famille, en interprétant des pièces comme les Mouvements perpétuels de Francis Poulenc ou la Sonate facile de Mozart,. Le jeune garçon se familiarise aussi très tôt avec le septième art, puisque sa mère l'amène parfois sur les lieux de tournage, notamment celui du film Le Beau Serge dans la Creuse, alors qu'il n'avait qu'un an,. 

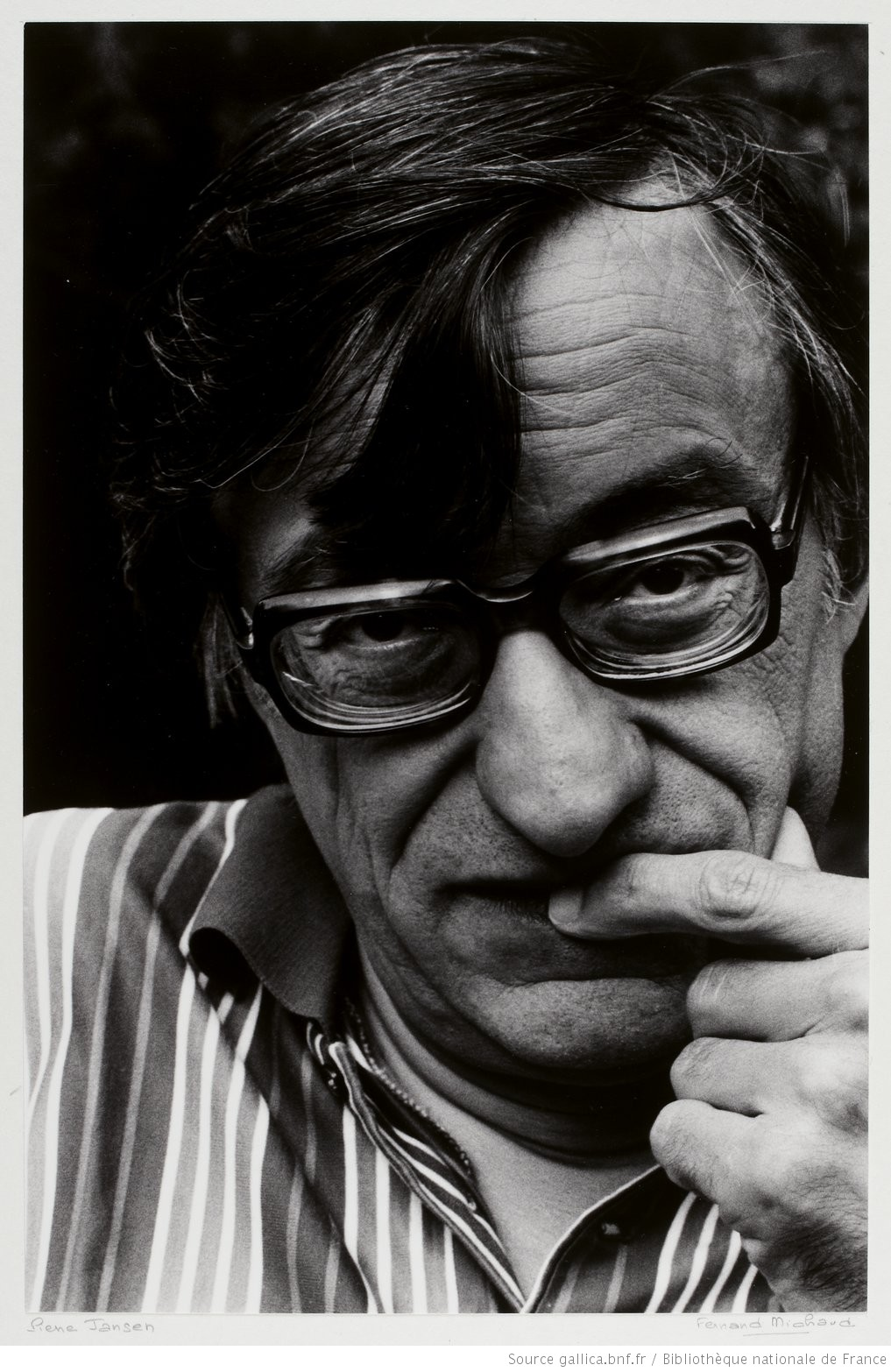
Pierre Jansen lui a cédé sa place de compositeur auprès de son père Claude Chabrol.

 Il apprend le piano avec Dominique Bona, une enseignante très âgée qui avait déjà donné des leçons à son père et même à sa grand-mère dans les années 1950,, puis il quitte l'école à seize ans pour entreprendre une carrière de compositeur. Il étudie l'harmonie pendant quatre ans auprès de Pierre Jansen et se perfectionne en piano avec Colette Zerah, l'épouse de ce dernier,,.
En 1974, il fait ses premières armes à l'âge de 18 ans, en composant la bande originale du court métrage La Bonne Nouvelle d'André Weinfeld,. Puis en 1978, il travaille sur trois téléfilms réalisés par son père, en commençant par l'épisode La Boucle d'oreille (tiré de la série télévisée Histoires insolites),. Parallèlement, c'est lui qui interprète au piano le Concerto pour piano no 2 de Camille Saint-Saëns dans le téléfilm Monsieur Saint-Saëns (1978) et les Rhapsodies hongroises nos 2 et 6 de Franz Liszt dans Monsieur Liszt (1979), deux épisodes de la série télévisée Il était un musicien. Il collabore ensuite à l'écriture de la bande originale des Affinités électives (co-signée avec Pierre Jansen), et La Danse de mort d'après la pièce de théâtre d'August Strindberg. C'est en 1982 qu'il signe sa première musique pour le grand écran avec Les Fantômes du chapelier,, où il remplace officiellement Pierre Jansen comme compositeur attitré de Claude Chabrol,. Pour ce long-métrage qui raconte l'histoire d'un tueur en série dissimulé sous l'apparence d'un innocent chapelier, il signe un thème principal en forme de valse et développe une partition grinçante, « à la fois comique et inquiétante »,,. Dans un témoignage recueilli par Michel Pascal, il a indiqué que Claude Chabrol lui faisait lire ses scénarios trois ou quatre mois avant qu'il n'écrive la moindre note de musique. Son père tenait surtout à ce qu'il s'inspire de l'histoire et des personnages et qu'il ne « raisonne pas plan par plan ».
Dans les années 1980, il accompagne la renaissance artistique de son père, dont les films étaient à l'époque produits par Marin Karmitz, en signant les partitions souvent abstraites de Poulet au vinaigre et Inspecteur Lavardin. En 1986, il compose la musique de Masques, un thriller tournant en dérision l'hypocrisie de certaines émissions de télévision et pour lequel son père lui demande une partition référentielle et pleine d'ambiguïté : « il a fait une musique qui, à chaque fois, sans que l'on s'en aperçoive vraiment, est une référence à un compositeur. Ça donne une musique […] un petit peu fluctuante, et qui va parfaitement avec le film »,. Puis il signe la partition du Cri du hibou, un autre thriller sorti en 1987. L'année suivante, son père lui demande d'adoucir la violence psychologique de son film Une affaire de femmes (qui raconte l'histoire d'une faiseuse d'anges à l'époque du régime de Vichy), avec une musique qui s'oppose à la dureté de son scénario.
Il récidivera dans les années 1990 pour Betty (1992) où le cinéaste veut qu'il parvienne à rendre « sympathique » le personnage de femme alcoolique jouée par Marie Trintignant, et lui conseille alors d'écrire une partition « à la fois triste et sentimentale ». Pour La Cérémonie (1995), l'un des derniers chefs-d'œuvre de son père, il réduit son orchestre à un simple quatuor à cordes.
Dans le film Merci pour le chocolat en 2000, il mêle ses propres compositions (écrites pour piano ou quatuor à cordes) à des pièces extraites du répertoire classique (de Schubert, Liszt, Chopin, Debussy, Scriabine, Mahler et Bartók),. Trois ans plus tard, son père reprend une composition que son fils avait écrite lorsqu'il avait 15 ans dans le générique de fin de La Fleur du mal (2003). Dans La Fille coupée en deux (2007), pour lequel il bénéficie du prestigieux orchestre Colonne placé sous la direction de Laurent Petitgirard, son père veut qu'il s'inspire des « airs opératiques » de Puccini. Claude Chabrol place d'ailleurs le grand air In questa Reggia, extrait de l'opéra Turandot dans le générique début.

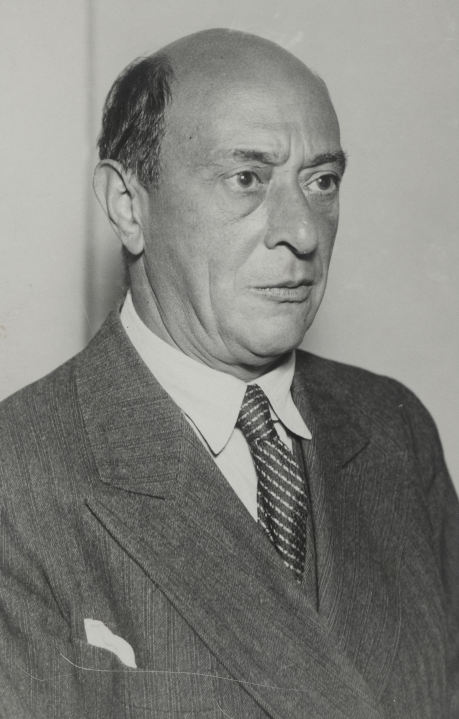
Le musicien a été très marqué par la musique d'Arnold Schönberg.

 Pour Bellamy (2009), le dernier long métrage de son père, il imagine une bande originale qui restera comme l'une de ses plus sombres, et dont le style se situe, selon lui, entre Henri Dutilleux et Georges Delerue.
Son père pouvait parfois lui demander d'imiter le style de certains compositeurs comme Arnold Schönberg, Anton Bruckner ou Claude Debussy, mais généralement sa méthode de travail consistait à soumettre d'abord ses compositions au piano au réalisateur avant de passer à l'étape de l'orchestration. Au départ influencée par l'esthétique d'Arnold Schönberg,, sa musique se caractérise par une absence de pathos et une économie de moyens qui l'apparente parfois au groupe des Six et notamment de Darius Milhaud. Selon son père, le compositeur : « écrit dans la continuité de Pierre [Jansen], avec le même rejet permanent de tout accent romantique dans les partitions ». Profondément attaché à la puissance de la musique russe, Claude Chabrol insistait auprès de son fils pour que les musiques de ses films conservent la même intensité, tout en restant dans un style post-romantique voire « antiromantique ». Le musicien reconnaît d'ailleurs aujourd'hui que ses partitions étaient plutôt expressionnistes, soulignant l'action ou au contraire, proposant un contrepoint musical à l'histoire racontée à l'écran,.
Très peu gâté par le disque,, Matthieu Chabrol a indiqué avoir écrit la musique de vingt-trois longs métrages sans compter les courts métrages et téléfilms, essentiellement pour son père et son demi-frère (pour la série à sketches Cubic en 1996). Il a aussi été acteur à deux reprises : dans Jours tranquilles à Clichy (1990) où il joue un rôle de pianiste,, et dans la série Cubic (1996), précédemment citée.

## Filmographie
- 1974 : La Bonne Nouvelle de André Weinfeld
- 1979 : La Boucle d'oreille de Claude Chabrol
- 1981 : La Rose de Pablo de Philippe Brach
- 1982 : La Danse de mort de Claude Chabrol (téléfilm)
- 1982 : Les Affinités électives de Claude Chabrol (en collaboration avec Pierre Jansen)
- 1982 : Les Fantômes du chapelier de Claude Chabrol
- 1984 : Le Sang des autres de Claude Chabrol
- 1985 : Le Miracle de Philippe Brach
- 1985 : Poulet au vinaigre de Claude Chabrol
- 1986 : Au petit bois joli de Christophe Jacrot
- 1986 : Inspecteur Lavardin de Claude Chabrol
- 1986 : Masques de Claude Chabrol
- 1987 : Le Cri du hibou de Claude Chabrol
- 1988 : Une affaire de femmes de Claude Chabrol
- 1988 : L'Escargot noir de Claude Chabrol (de la série Les Dossiers secrets de l'inspecteur Lavardin)
- 1990 : Jours tranquilles à Clichy de Claude Chabrol (avec Luigi Ceccarelli	et Jean-Michel Bernard)
- 1991 : Madame Bovary de Claude Chabrol
- 1992 : Betty de Claude Chabrol
- 1994 : L'Enfer de Claude Chabrol
- 1995 : La Cérémonie de Claude Chabrol
- 1996 : Cubic de Thomas Chabrol
- 1997 : Rien ne va plus de Claude Chabrol
- 1999 : Au cœur du mensonge de Claude Chabrol
- 2000 : Merci pour le chocolat de Claude Chabrol
- 2002 : Claude Chabrol l'artisan de Patrick Le Gall
- 2003 : La Fleur du mal de Claude Chabrol
- 2004 : La Demoiselle d'honneur de Claude Chabrol
- 2006 : L'Ivresse du pouvoir de Claude Chabrol
- 2007 : La Fille coupée en deux de Claude Chabrol
- 2007 : Le Fils de Pinocchio de Elie Triffault
- 2009 : Bellamy de Claude Chabrol